# 安娜·迈克斯
安娜·迈克斯（西班牙語：Anna Maiques，1967年9月3日—），西班牙前女子曲棍球运动员。她曾代表西班牙国家队参加1992年夏季奥林匹克运动会曲棍球比赛，获得一枚金牌。